# Jarl Sjöblom
Jarl Sjöblom, född 12 januari 1932 i Västanfjärd, död 19 april 1982 i Ekenäs, var en finlandssvensk författare, uppvuxen i Västra Nyland och Åboland. Han arbetade som mejeri- och fabriksarbetare, och blev 1971 arbetsledare vid Ekåsens sjukhus i Ekenäs.
Han debuterade 1962 med romanen På tallriksflatan, som delvis var självbiografisk. Inget av det Jarl Sjöblom skrev togs direkt väl emot av samtiden. Han var en realistisk proletärskildrare och skildrade västnyländska miljöer, och för en sådan fanns det inget större intresse. Romanen Kärret mottogs ungefär som Fridegårds roman Lars Hård, vilket är något förvånande i beaktande av den långa tid som förflutit mellan de två utgivningarna. Liksom Fridegård skildrade Sjöblom mäns aggressivitet och hjälplöshet. I bägge fallen stötte sig kritiken på skildringarna av manlig brutalitet. I en text som i övrigt andas ett djupt moraliskt patos är författarrösten sällsamt frånvarande just i brutalitetsskildringarna, något som för läsaren är svåruthärdligt. Det är som att vara offret, övergivet av omvärlden. Boken, som kom ut i p-pillrens genombrottstid, när sex förväntades vara komplikationslöst, påminde på ett pinsamt sätt om att illegal fosterfördrivning fortfarande för många var kärlekens ofrånkomliga skugga. Den ville visa att komplikationslös kärlek inte kan finnas i ett förtryckarsamhälle.